# 2-(acetamidometiln)sukcinatna hidrolaza
2-(acetamidometiln)sukcinatna hidrolaza (EC 3.5.1.29, alfa-(N-acetilaminometilin)sukcinsko kiselinska hidrolaza) je enzim sa sistematskim imenom 2-(acetamidometilin)sukcinat amidohidrolaza (deaminacija, dekarboksilacija). Ovaj enzim katalizuje sledeću hemijsku reakciju
2-(acetamidometilin)sukcinat + 2H2O {\displaystyle \rightleftharpoons } acetat + sukcinat semialdehid + NH3 + 2
Ovaj enzim učestvuje u degradaciji piridoksina u Pseudomonas.

## Literatura
- Nicholas C. Price; Lewis Stevens (1999). Fundamentals of Enzymology: The Cell and Molecular Biology of Catalytic Proteins (Third изд.). USA: Oxford University Press. ISBN 019850229X.
- Eric J. Toone (2006). Advances in Enzymology and Related Areas of Molecular Biology, Protein Evolution (Volume 75 изд.). Wiley-Interscience. ISBN 0471205036.
- Branden C; Tooze J. Introduction to Protein Structure. New York, NY: Garland Publishing. ISBN 0-8153-2305-0.
- Irwin H. Segel. Enzyme Kinetics: Behavior and Analysis of Rapid Equilibrium and Steady-State Enzyme Systems (Book 44 изд.). Wiley Classics Library. ISBN 0471303097.

## Spoljašnje veze
- 2-(acetamidomethylene)succinate+hydrolase на 